# I Don't Care (canção de Ed Sheeran e Justin Bieber)
"I Don't Care" é uma canção do cantor e compositor inglês Ed Sheeran em colaboração com o cantor canadense Justin Bieber, lançada em 10 de maio de 2019 como primeiro single do quarto álbum de estúdio de Sheeran, No.6 Collaborations Project (2019). Em 5 de maio de 2019, Sheeran publicou uma prévia da canção em seu perfil do Instagram e, no dia seguinte, Bieber compartilhou outra parte da canção. Em 7 de maio, os artistas anunciaram o título da canção e a data de lançamento.